# Xã Alamota, Quận Lane, Kansas
Xã Alamota (tiếng Anh: Alamota Township) là một xã thuộc quận Lane, tiểu bang Kansas, Hoa Kỳ. Năm 2010, dân số của xã này là 91 người.